# Diều hâu đen

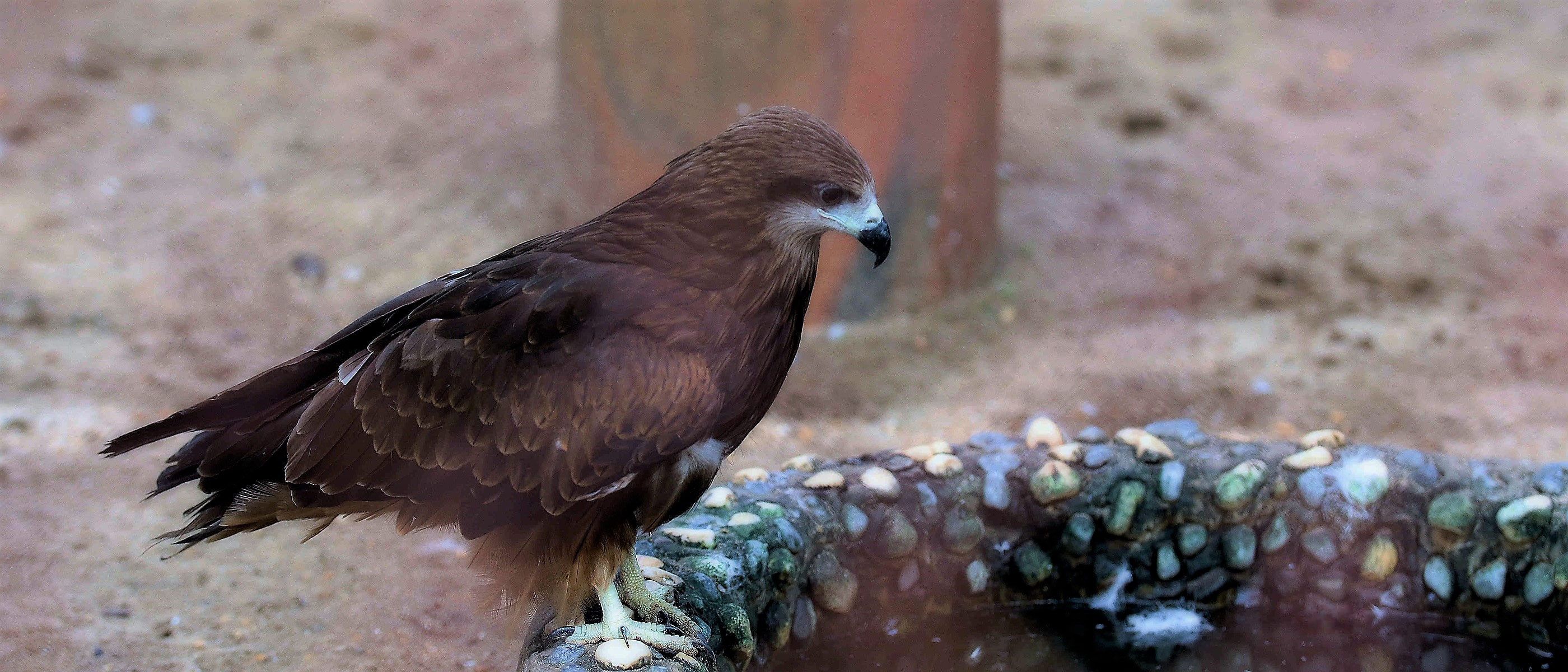
Diều hâu đen

Diểu hâu đen, tên khoa học Milvus migrans, là một loài chim rất mạnh mẽ trong họ Accipitridae.

## Hình ảnh

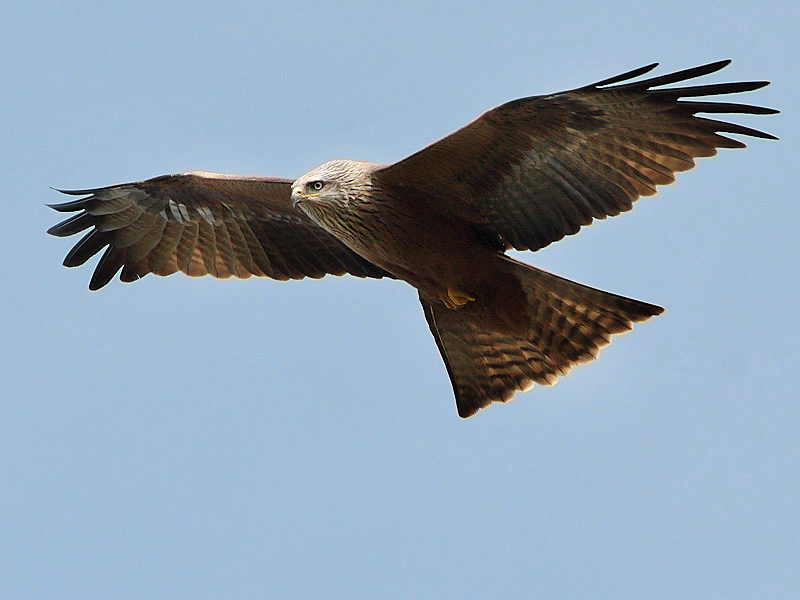
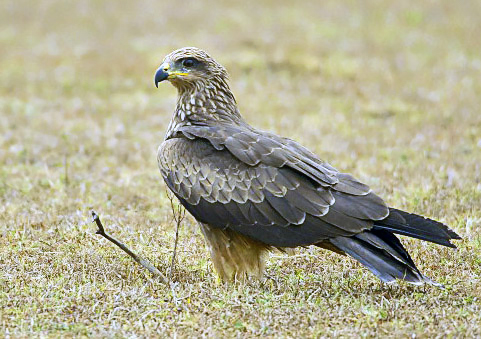
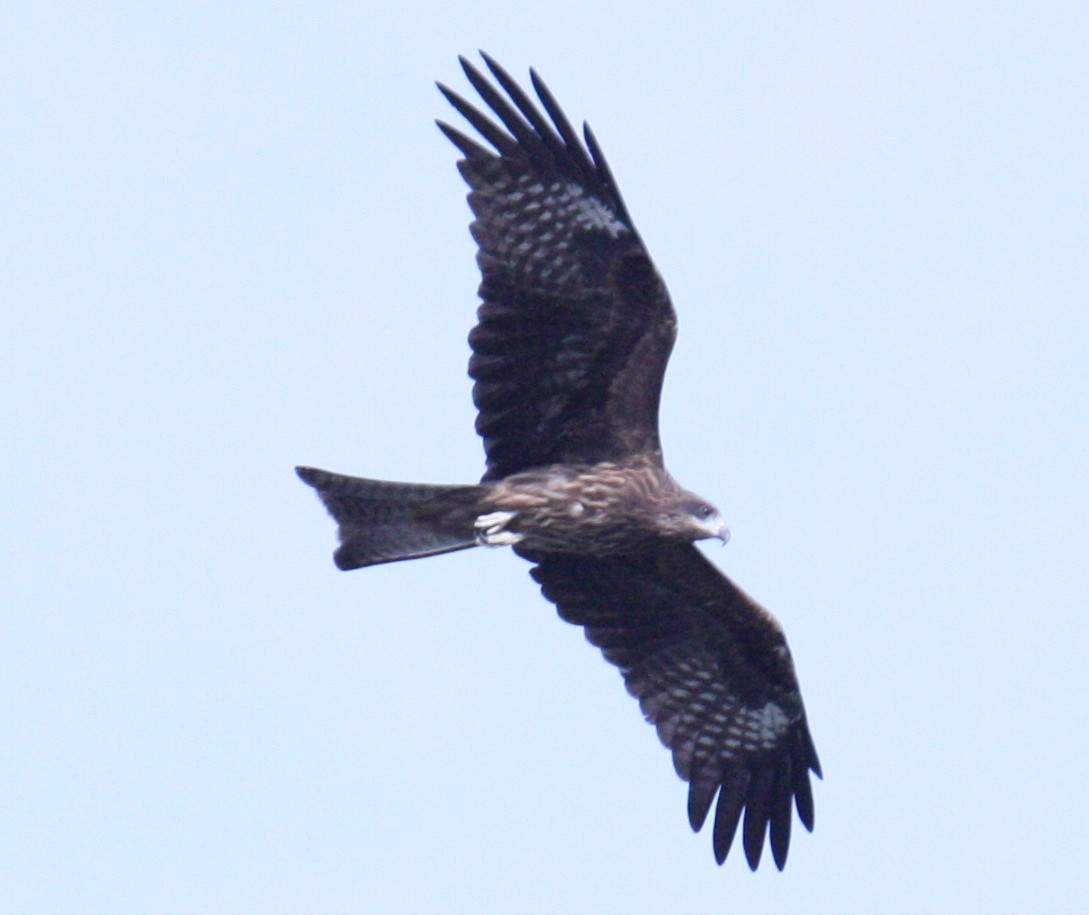
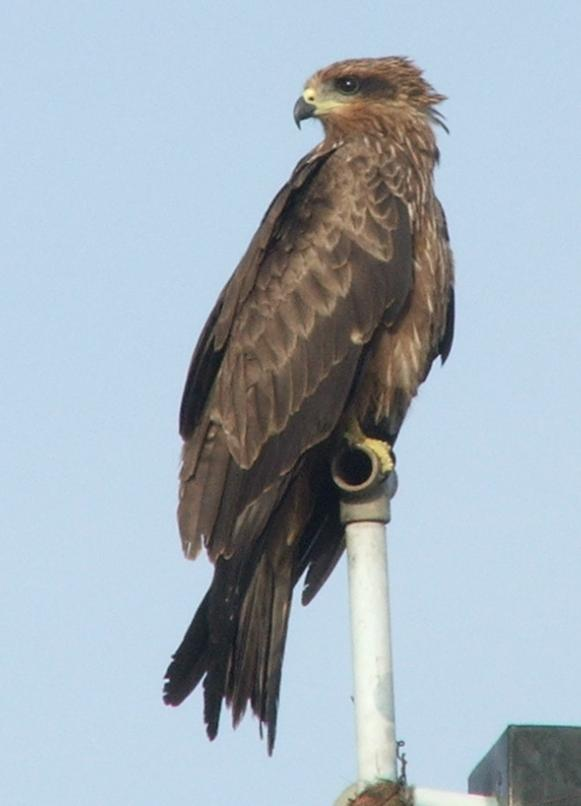
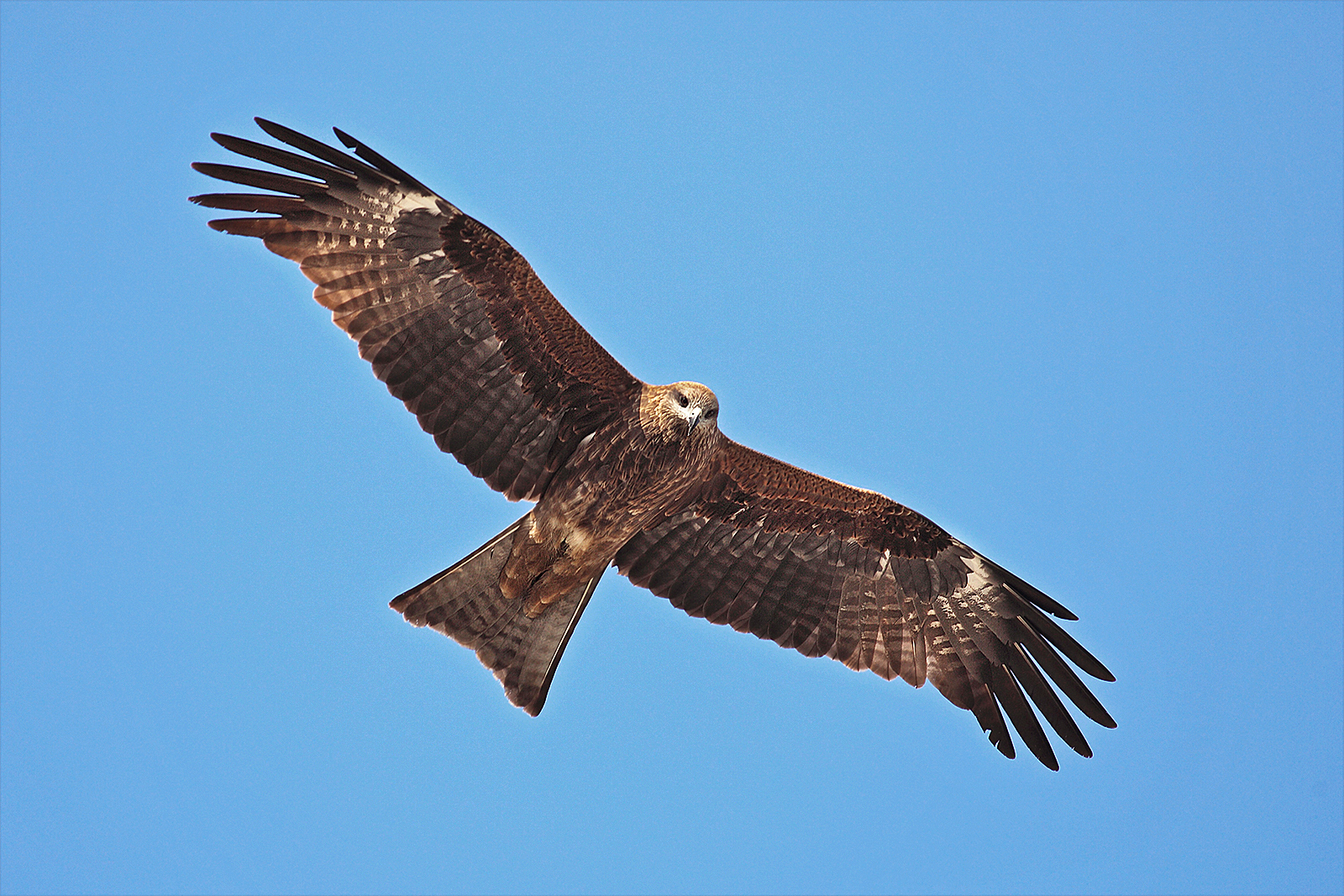
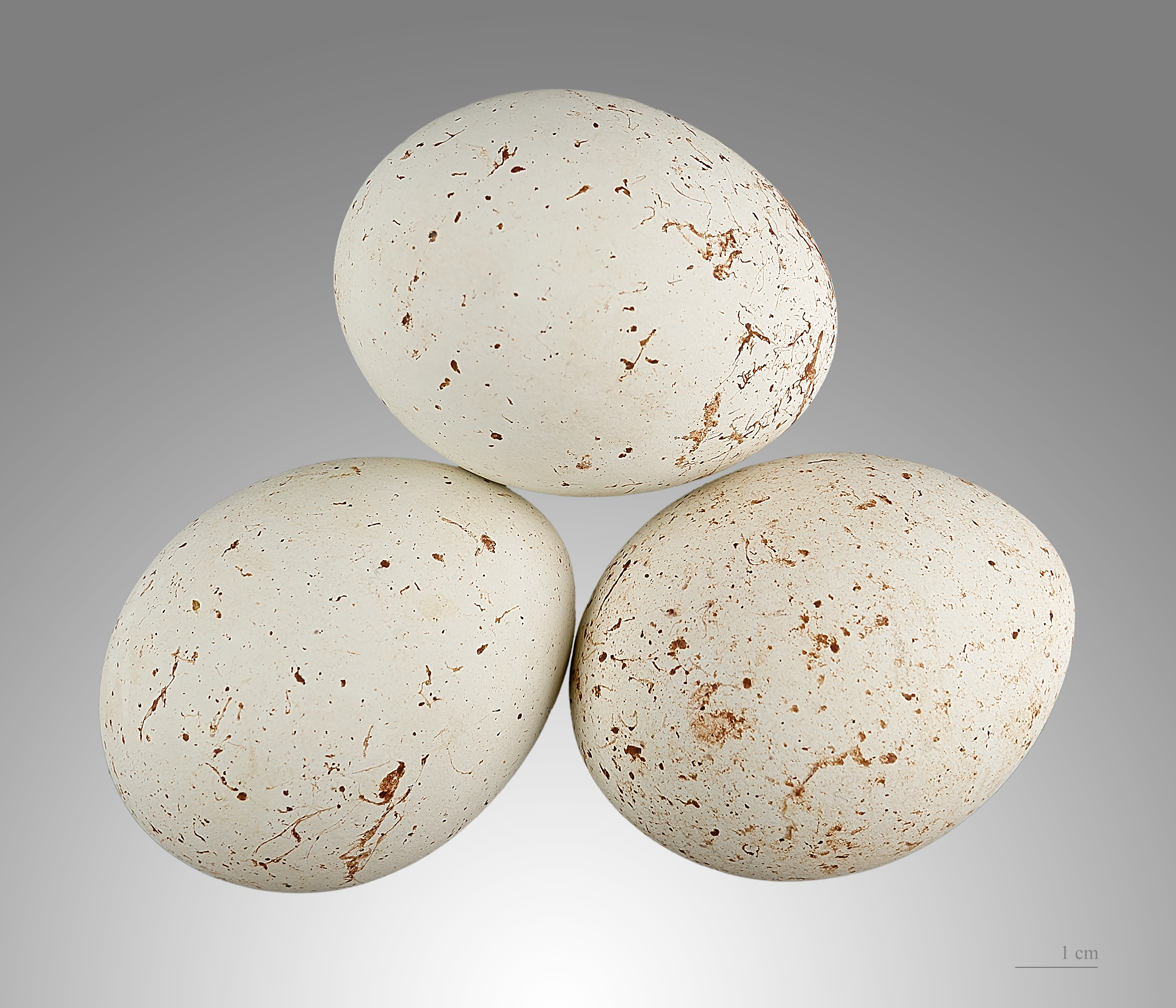
Trứng chim  Milvus migrans